# Belaga (district)
Belaga is een district in de Maleisische deelstaat Sarawak.
Het district heeft een totale bevolking van ongeveer 36.000 mensen.